# 約瑟夫·贊普

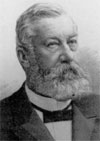
約瑟夫·贊普

约瑟夫·赞普（Josef Zemp ，1834年9月2日—1908年12月8日）是一位瑞士政治家和瑞士联邦委员会成员（1891年-1908年）。
1891年12月17日，他成为第一瑞士聯邦委員會成员的保守党成员。 他隶属于瑞士基督教民主人民党。 他于1908年6月17日离任，距他去世仅几个月。
在任期间，他担任过以下部门：
- 邮电部（1892–1901）
- 政治部担任联邦主席（1902）
- 邮电部（1903–1908）

1895年和1902年两次担任联邦主席。